# 선희와 슬기
"선희와 슬기"는 2019년 3월 27일 개봉한 대한민국의 영화이다.

## 줄거리
18살 여고생 ‘선희’는 반 친구들의 관심을 끌기 위해 거짓말을 시작한다. 그러나 작은 거짓말은 친구의 자살을 부르게 되고, ‘선희’는 커다란 죄책감을 느끼게 된다. 아무도 자신을 모르는 곳으로 떠난 ‘선희’는 모범생 ‘슬기’로 새로운 인생을 살기로 하는데…

## 캐스팅
- 정다은 : 선희 역
- 박수연 : 정미 역
- 정유연
- 전국향

## 제작진
- 감독: 박영주
- 프로듀서: 오세민
- 촬영: 황경현
- 미술감독: 김현지
- 편집: 김병록
- 음향(사운드): 이민섭
- 음악: 정예경
- 해외배급: 화인컷

## 영화 정보
- 선희와 슬기는 2018년 제23회 부산국제영화제 뉴커런츠부문에서 상영되었다.[깨진 링크(과거 내용 찾기)]

## 수상 및 후보
| 연도 | 시상식               | 부문            | 수상작(자) | 결과 |
| ---- | -------------------- | --------------- | ---------- | ---- |
| 2020 | 제56회 대종상 영화제 | 신인 여자배우상 | 정다은     | 미정 |

## 같이 보기
- 2019년 대한민국의 영화 목록